# شورياوية
الشورياوية (الاسم العلمي: Shoreae) هي قبيلة من النباتات تتبع فصيلة مجنحية الثمر من رتبة الخبازيات.

## أجناس الشورياوية
- الشورية